# Wydzielenie leśne
Wydzielenie leśne – w leśnictwie, fragment lasu jednolity pod względem ważnych gospodarczo cech (np. wiek, skład gatunkowy drzewostanu), wymagający jednakowego traktowania gospodarczego. Elementarna jednostka opisu lasu i planowania gospodarki leśnej w urządzaniu lasu. Synonimy: pododdział leśny, żargonowo także drzewostan. 
Wydzielenia w ramach oddziału leśnego są oznaczane małymi literami alfabetu, np. 284b oznacza wydzielenie b w oddziale 284.